# ビーム・ニディ・ティワリ
ビーム・ニディ・ティワリ(ネパール語:  भीमनिधि तिवारी; 英語: Bhim Nidhi Tiwari; 1911年 –1973年) ネパールを代表する詩人、小説家、劇作家。 1950年代以降のネパール文学界で有名な詩人で、ネパールの社会改革を信じてやまず、喫煙、飲酒、ギャンブルに否定的な文章を多く書いていた。小説や詩など、様々な文芸形式で38以上の作品を発表した。

## 経歴・人物
1911年、ネパールのカトマンズのディリ・バザールで父ラルニディ・ティワリと母ナンダ・クマリ・ティワリの間に生まれた。政府職員として32年間勤務。教育省で課長を務め、その後、次官補を務めた。ティワリが設立した新聞社「ネパール・サヒチャ・プレス」は、後に「パスパティ・プレス」と合併した。また、ネパール・ナタク・サン（ネパールの文学と演劇の振興を目的とした組織）の設立にも貢献した。
1966年には、著作権の問題に焦点を当てたユネスコのセミナー にネパールの教育省代表として参加 。また、マヘンドラ・ビル・ビクラム・シャー国王のオランダ、西ドイツ、カラチへの王室訪問にも同行した。1960年代後半には、レグミ・リサーチ・プロジェクトの理事を務めた。

## 作品
ティワリはネパールの生活様式、文化、神話、歴史に基づいた、短編小説、小説、詩、歌詞、風刺などを書いていた。1960年には、社会の不公平と社会の崩壊をテーマにした作品「ビスフォット(Bishfot)」でマダン賞を受賞した 。
ティワリの最も有名な詩の一つ「Dagbatti 」では、7歳の子供の頃に母親が亡くなった夜、ガート（火葬場）で母親の遺体が焼かれた時の心情を表現している。他の作品には、サマジク・カハニ 、プタリ、タルパン、アダーシャ・ジーバン、ビバハ、バーシクサ、サハーンシラ・シュシラ、ヤシャウィ・シャヴァ、ヤシュなどがある。
ティワリの作品は、2013年にネパール・アカデミーから出版されたラビンドラ・ナート・リマル著「ビーム・ニディ・ティワリ選詩集」という本にも掲載されている。